# Vichtbach

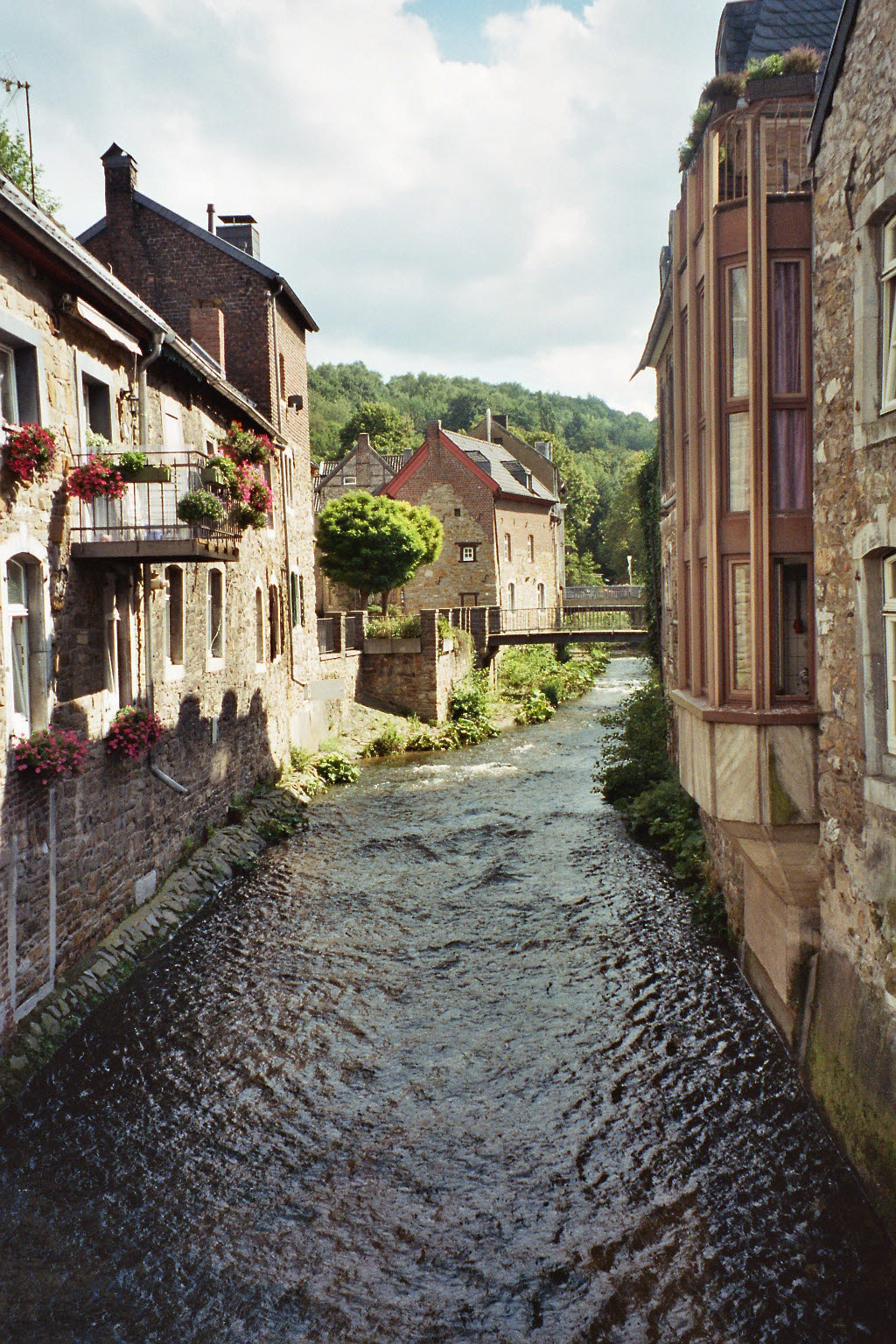
Vichtbach in de binnenstad van Stolberg

De Vichtbach is een zijrivier van de Inde in Noordrijn-Westfalen.
Deze 23 km lange rivier heeft een bron nabij Roetgen, op 416 meter hoogte. Daar heet ze nog: Grölisbach. Daar komen aan de rechterzijde nog de Roetgenbach, de Schleebach en de Dreilägerbach bij. In de laatste bevindt zich een stuwdam, de Dreilägerbachtalsperre. Bij de samenvloeiing met de Roetgenbach krijgt het riviertje de naam Vichtbach.
Vervolgens stroomt de rivier langs Rott, Mulartshütte, Zweifall en Vicht. Diverse pre-industriële metallurgische bedrijven maakten gebruik van de waterkracht. In Stolberg stroomt ze langs diverse industriële bedrijven en langs de historische stad, om ten noorden van deze stad in de Inde te vloeien, op een hoogte van 167 meter.

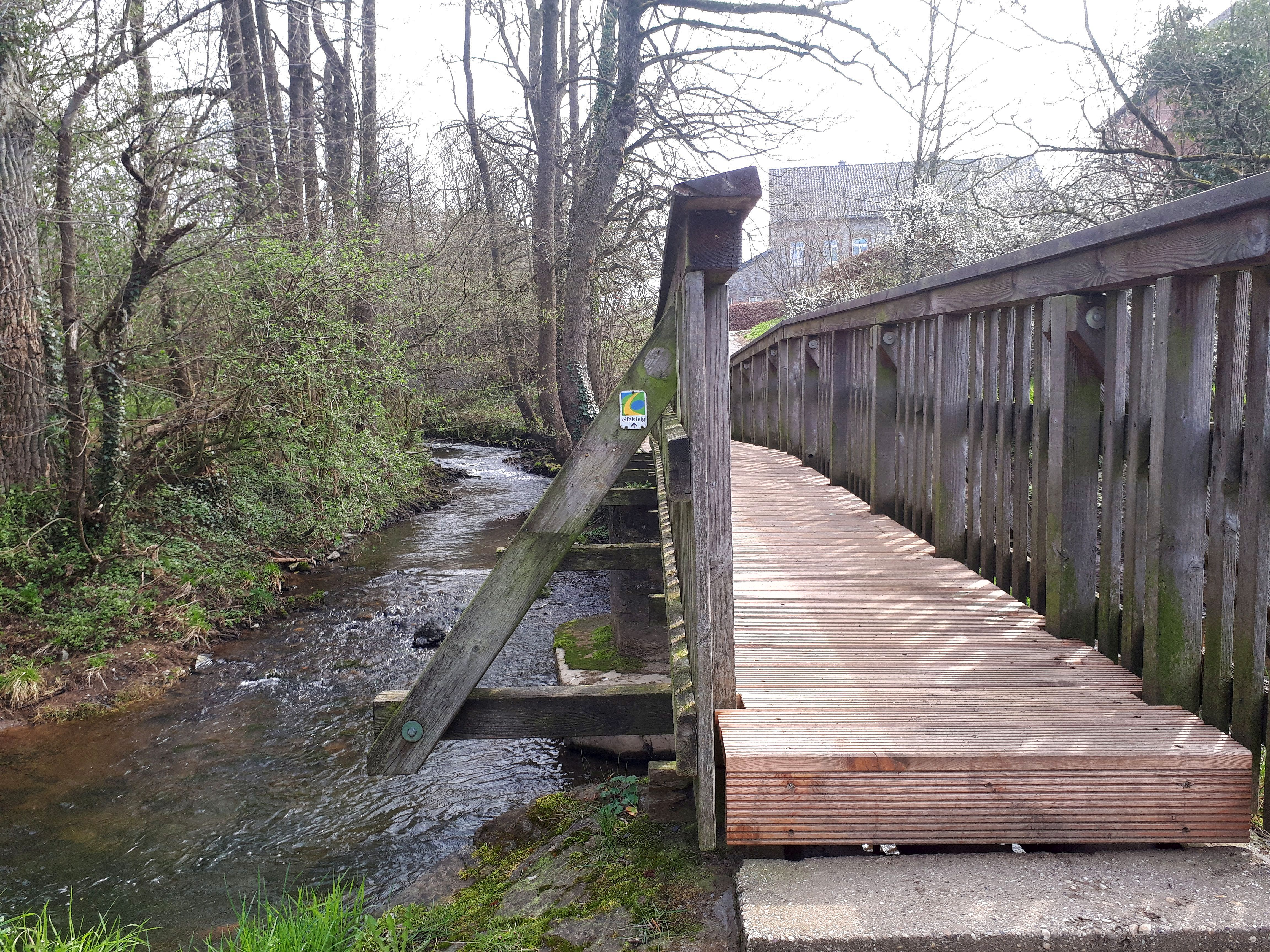
Vichtbach bei Rott im Eifel

- Gemeinsame Normdatei: 4353737-6
- Virtual International Authority File: 248254148